# Émanville, Seine-Maritime
Émanville är en kommun i departementet Seine-Maritime i regionen Normandie i norra Frankrike. Kommunen ligger i kantonen Pavilly som tillhör arrondissementet Rouen. År 2022 hade Émanville 768 invånare.

## Befolkningsutveckling
Antalet invånare i kommunen Émanville
| Referens: INSEE |